# Crangonoidea
Crangonoidea is een superfamilie van kreeftachtigen uit de klasse van de Malacostraca (hogere kreeftachtigen).

## Families
- Crangonidae Haworth, 1825
- Glyphocrangonidae Smith, 1884